# لونسانا دومبویا
لونسانا دومبویا (انگلیسی: Lonsana Doumbouya؛ زادهٔ ۲۶ سپتامبر ۱۹۹۰) بازیکن فوتبال اهل فرانسه است.
از باشگاه‌هایی که در آن بازی کرده‌است می‌توان به باشگاه فوتبال گنگام، باشگاه فوتبال سرکل بروژ، ای‌اف‌سی توبیز، باشگاه فوتبال سنت پولتن، باشگاه فوتبال اینورنس کالدنیون تیسل و باشگاه فوتبال بوریرام یونایتد اشاره کرد.
وی همچنین در تیم ملی فوتبال گینه بازی کرده‌است.